# Louise Bourgoin
Ariane  Louise Bourgoin (28 de novembro de 1981) mais conhecida como Louise Bourgoin, é uma atriz, modelo e apresentadora de televisão francesa, conhecida pela personagem Adèle Blanc-Sec no filme Les aventures extraordinaires d'Adèle Blanc-Sec pelo qual recebeu uma indicação o Prêmio César de Melhor Atriz Revelação.
Ela nasceu em 28 de novembro de 1981, em Vannes. Como seus pais, ambos professores do ensino secundário, foram encorajando-a a prosseguir uma carreira estável, Bourgoin estudou por cinco anos na École des Beaux-Arts em Rennes. Ela se tornou uma das artes plásticas professore ao mesmo tempo começar a trabalhar como modelo; alguns dos seus primeiros trabalhos mais notáveis como modelo foi para o fotógrafo Ian Sanderson.
Depois que ela se formou em 2004, tornou-se um Bourgoin apresentador do programa de televisão "Kawaï!" no canal Filles TV. Dois anos depois, ela fez uma breve aparição em "Direct 8". Ao mesmo tempo, ela trabalhou com a apresentadora de TV Marc Lacombe em um programa piloto para PlayStation TV. Este canal de televisão nunca começou a transmitir, e o piloto nunca foi distribuído.
Em 2006, ela trabalhou como weathergirl para "Le Grand Journal", com Michel Denisot, transmitido à noite, no Canal +. A fim de evitar o público confundindo-a para colega apresentador "Grand Journal", Ariane Massenet, Bourgoin selecionou o pseudônimo de "Salomé". Como este foi rejeitado pelo Canal + , ela escolheu o nome de "Louise Bourgoin" como um tributo ao seu escultor favorito, Louise Bourgeois .
Em 2007, ela foi oferecido um primeiro papel em um filme, interpretando uma garota do tempo de televisão em The Girl From Monaco . Posteriormente ela interpretou em vários filmes, incluindo As Aventuras Extraordinárias de Adèle Blanc-Sec de Luc Besson e Preto Heaven  de Gilles Marchand que estava fora da competição no Festival de Cannes 2010.